# Henry County, Tennessee
Henry County är ett administrativt område i delstaten Tennessee, USA, med 32 330 invånare. Den administrativa huvudorten (county seat) är Paris. 

## Geografi
Enligt United States Census Bureau har countyt en total area på 1 537 km². 1 455 km² av den arean är land och 82 km² är vatten.  

### Angränsande countyn
- Calloway County, Kentucky - nord
- Stewart County - nordost
- Benton County - sydost
- Carroll County - syd
- Weakley County - väst
- Graves County, Kentucky - nordväst

Henry Countys befolkningspyramid